# Aphaena submaculata
Aphaena submaculata är en insektsart som beskrevs av Duncan 1843. Aphaena submaculata ingår i släktet Aphaena och familjen lyktstritar. Inga underarter finns listade i Catalogue of Life.

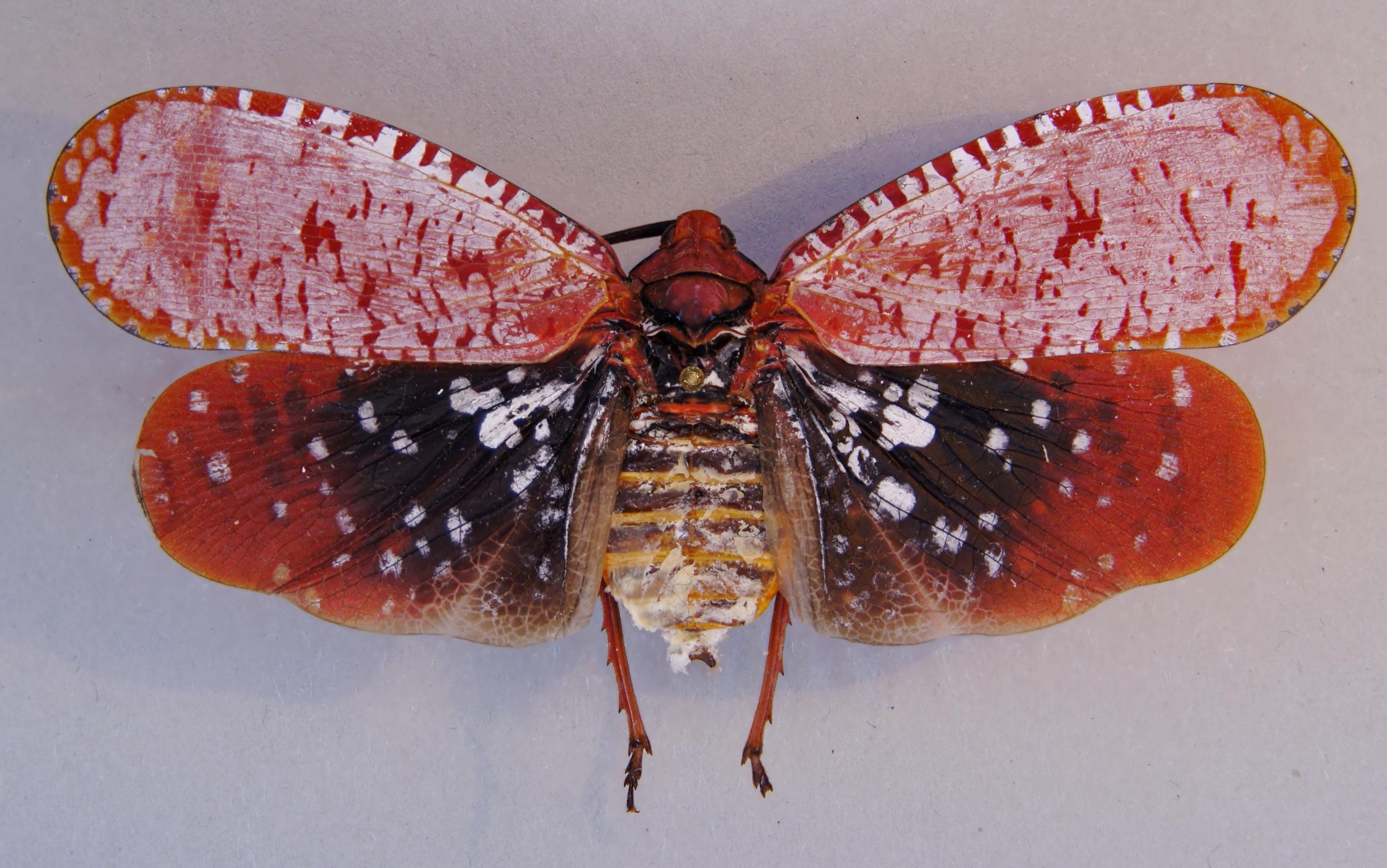
Aphaena submaculata at Zoologische Staatssammlung München